# Gerald Selch
Gerald Selch (* 10. Juli 1969 in Waldsassen) ist ein deutscher Journalist. Er war stellvertretender Chefredakteur des Nachrichtenmagazins Focus und der Bild-Zeitung. Seit November 2024 nimmt er als Chefredakteur des Kölner Stadt Anzeigers die Gesamtverantwortung für den Stadt Anzeiger und die Tageszeitung Express wahr.

## Leben
Selch war von 1988 bis 1990 zunächst Volontär, dann Redakteur bei der bayerischen Regionalzeitung Der neue Tag in Weiden in der Oberpfalz. 1990 bis 1991 war er Redakteur bei der Bild Dresden, von 1991 bis 1992 leitender Redakteur bei der österreichischen Boulevardzeitung täglich Alles. Anschließend ging er wieder zur Bild-Zeitung, wo er zwischen 1992 und 1995 zunächst bei der Bundesredaktion in Hamburg tätig war, von 1995 bis 1996 bei der Sport Bild ebenfalls in Hamburg. Ab 1996 bis 2000 arbeitete er bei Bild und Bild am Sonntag als Autor, von 2001 bis 2003 als Chefreporter.
2003 wechselte er als stellvertretender Chefredakteur und Sportchef zur Münchner Boulevardzeitung tz, wo er 2004 einen Preis des Christlichen Medienverbundes KEP für seine Berichterstattung über den Glauben des brasilianischen Fußballspielers Zé Roberto erhielt. Im März 2006 verließ Selch die tz im Zuge der Affäre um den falschen Bericht über die Verstrickung einiger Fußballspieler in einen Wettskandal.
2006 bis 2007 war Selch Autor beim Süddeutsche Zeitung Magazin und entwickelte in leitender Position die geplante, aber nicht realisierte Sonntagsausgabe der Süddeutschen Zeitung.
2007 kehrte Selch zur Axel Springer AG zurück als Leiter der Redaktion von Bild Hamburg und damit Nachfolger von Marion Horn. Zum 1. Januar 2009 wurde er Mitglied der Chefredaktion und Textchef bei der Bundesredaktion der Bild in Berlin. Ende 2009 war er an einem Projekt zur Herausgabe eines Bild-Ablegers für Jugendliche beteiligt. 2010 wurde Selch zusätzlich Unterhaltungschef der Bild. Sein Vorgänger auf diesem Posten war Daniel Steil. 2011 wurde er zum stellvertretenden Chefredakteur der Bild berufen.
Von April 2013 bis April 2015 war Selch stellvertretender Chefredakteur des Nachrichtenmagazins Focus.
Am 1. Mai 2015 wechselte Selch als Senior Partner und Mitglied der Geschäftsleitung zur Kommunikationsagentur Blumberry, die zur Commarco Holding (u. a. Scholz & Friends) gehört.
Ab dem 1. Mai 2017 war Selch Head of Content Management der Looping Group mit Standorten Berlin, München und Hamburg. Dort leitete er ein Brand-Publishing-Team aus Journalisten und Data-Experten. Zu den Kunden der Looping Group, die von Ex-Stern-Chefredakteur Dominik Wichmann mitbegründet wurde, gehörte Mercedes-Benz. 2024 verließ er die Looping Group.
Seit dem 1. April 2024 ist Selch Senior Advisor und Member of the Management Board der Agenturgruppe LHLK.